# Pachydissus probatus
Pachydissus probatus är en skalbaggsart som först beskrevs av Charles Joseph Gahan 1893.  Pachydissus probatus ingår i släktet Pachydissus och familjen långhorningar. Inga underarter finns listade i Catalogue of Life.